# I Am a Hotel
I Am a Hotel je kanadský televizní film z roku 1983, jehož autory jsou Leonard Cohen a Mark Shekter a režisérem Allan F. Nicholls. Jeho příběh se odehrává kolem smyšlených příhod v hotelu krále Edwarda v Torontu. Film je rozdělen na pět částí, přičemž každá z nich je doprovázena jinou Cohenovou písní. Vedle Cohena ve filmu hráli například Celia Franca, Anne Ditchburn a Alberta Watson.